# Cuchara de madera

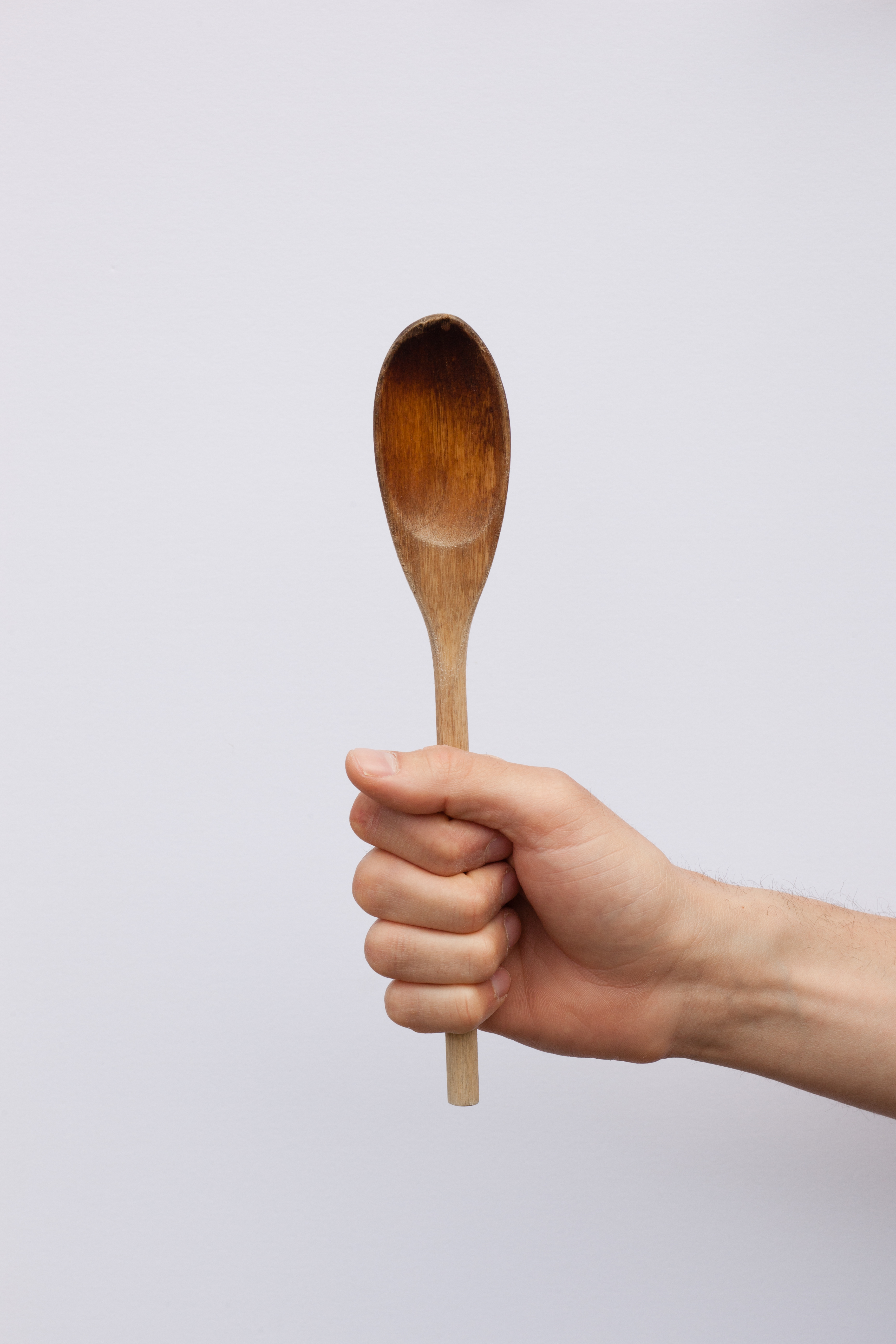
Una cuchara de madera de cocina.

Una cuchara de madera es un trofeo mitico, que se otorga al deportista o al equipo que ha finalizado último en un campeonato, y en ocasiones a los novatos de la competición. El término es de origen inglés (en inglés: wooden spoon), en concreto una expresión estudiantil de la Universidad de Cambridge, y se ha extendido su uso a los países de la Commonwealth, además de popularizarse a nivel internacional debido a torneos como el Seis Naciones de rugby.

## La cuchara de madera en Cambridge
La cuchara de madera se introdujo por primera vez en la Universidad de Cambridge como un premio irónico otorgado por los estudiantes a aquel que consiguiera un grado de tercera clase (en inglés: third-class degree, uno de los niveles más bajos de consecución de un título universitario en el Reino Unido, también denominado junior optime) en el Mathematical Tripos, el curso de matemáticas de Cambridge, con las calificaciones más bajas en los exámenes. El término "cuchara de madera", o incluso simplemente "la cuchara", se aplicaba también por extensión al galardonado, y el premio finalmente se hizo muy conocido:

And while he lives, he wields the boasted prize

Whose value all can feel, the weak, the wise;

Displays in triumph his distinguish'd boon,

The solid honours of the Wooden Spoon: 98 
Y mientras viva, manejará el premio presumido 

Cuyo valor todos pueden sentir, los débiles, los sabios; 

Muestra triunfante su bendición distinguida, 

Los sólidos honores de la Cuchara de madera

Las cucharas, que realmente eran de madera, fueron creciendo de tamaño hasta llegar a medir más de un metro y medio. Por tradición, la cuchara se colgaba burlonamente del balcón de la Senate House de la universidad frente al galardonado en el momento en que este se encaminaba hacia el vicerrector a recibir su título. Esta costumbre estudiantil tuvo lugar al menos hasta 1875, cuando se prohibió explícitamente por la universidad.
Los estudiantes que obtuvieran un título de segunda (senior optime) o de primera clase (wrangler) con las peores calificaciones, respectivamente, a veces eran conocidos como cuchara de plata y cuchara de oro. Por otra parte, el alumno con la calificación más alta pasaba a ser llamado senior wrangler. Los estudiantes que desafortunadamente habían quedado por debajo de la calificación del cuchara de madera, y por tanto conseguían un grado ordinario, recibían diversos nombres según su posición en la lista.: 284 
Esta costumbre académica se remonta al menos a finales del siglo XVIII, habiendo sido documentada en 1803, y luego continuada hasta 1909 (a pesar de la prohibición final). A partir de 1910, los resultados en los exámenes se dieron en orden alfabético y no según la nota, por lo cual resultaba muy complicado concluir quién había quedado en la última posición.

### La última cuchara de madera

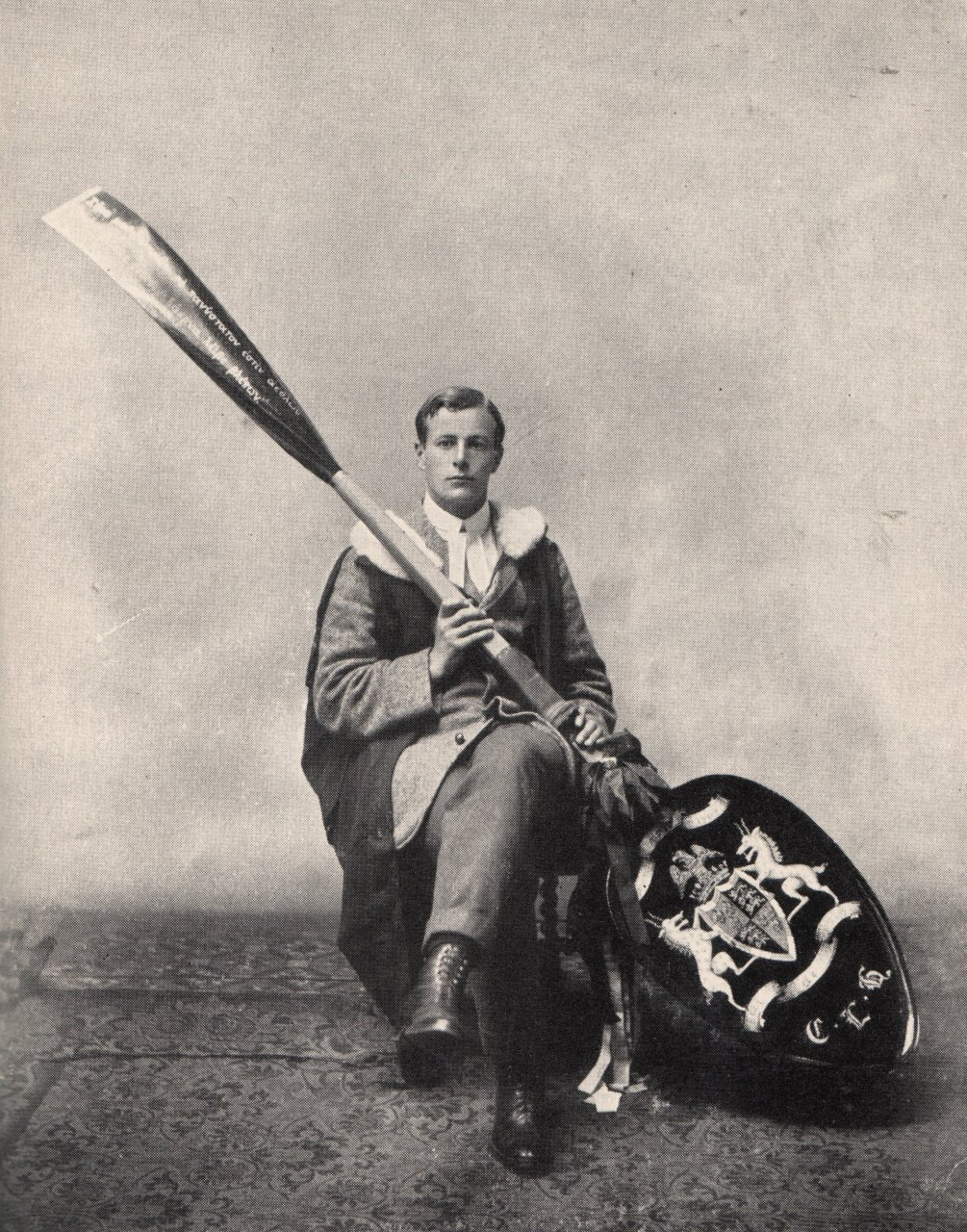
El último "Cuchara de madera".

La última cuchara de madera fue otorgada a Cuthbert Lempriere Holthouse, un remero del Lady Margaret Boat Club del Saint John's College en el año 1909 durante la ceremonia de graduación en la Senate House. El mango tiene forma de remo y tiene un epigrama en griego que reza, aproximadamente, "esta es la última de todas las cucharas de madera, tú que la ves, derrama una lágrima". Esta última cuchara se halla en la actualidad en el Saint John's College, y se mantiene otra en la biblioteca del Selwyn College. Con motivo del centenario de la última cuchara de madera, desde el 8 de junio de 2009 hasta el 26 de junio de 2009, el Saint John's College acogió una exhibición de las cinco cucharas de madera que siguen conservando en los colegios: la del Saint John's (1909), la del Selwyn (1906), la del Emmanuel (1889) y las del Corpus Christi (1895 y 1907). Hay otras cinco cucharas de madera en manos privadas.

## Rugby
La cuchara de madera (Wooden spoon en inglés), referida al Torneo de las Seis Naciones de rugby, es el término con el que se conoce al trofeo otorgado al equipo que al final de la competición ha perdido todos los partido.
Se desconoce con certeza cómo comenzó a usarse la cuchara de madera en el rugby, pero cabe la posibilidad de que los jugadores que eran estudiantes de Cambridge, que eran numerosos entonces, trataran de extender la costumbre estudiantil y luego perpetuarla una vez que fue prohibida en la universidad, hipótesis que acoge la Rugby Football Union inglesa. En 1894, el periódico South Wales Daily Post publicó que, en el marco de los Home Nations Championships (Cuatro Naciones, sin Francia ni Italia), el partido entre Irlanda y Gales decidiría "quién sería el ganador de la ignominiosa Cuchara de madera", la cual es una de las primeras menciones registradas del uso del concepto en el mundo del rugby. La primera cuchara de madera de la historia del rugby había sido otorgada a la selección de Irlanda unos años antes, en 1884.
Según una segunda versión, un jugador inglés, William Bolton, convenció a sus compañeros para entregar un objeto absurdo como premio para burlarse de los jugadores irlandeses, que habían perdido todos sus partidos en 1884. La selección irlandesa habría aceptado el trofeo y habrían iniciado así la tradición. Existe una tercera versión que tendría su origen en el periodismo en 1910, aunque de ser cierta se negaría la existencia de las cucharas de madera anteriores. Esta tercera hipótesis se basaría en que el concepto de la cuchara de madera sería una oposición a la expresión inglesa nacer con una cuchara de plata en la boca (referente a la gente rica).
En 1983, durante el Torneo de las Cinco Naciones, cinco aficionados ingleses viajaron a Dublín para asistir al último partido de su selección, que perdió contra Irlanda y finalizó el torneo con un solo punto. En un bar, tras el partido, recibieron consolación por parte de tres amigos irlandeses que les regalaron una cuchara de madera envuelta en una bufanda irlandesa. Este grupo de amigos ingleses fundó entonces una organización no gubernamental llamada Wooden Spoon Society, dedicada a la beneficencia de niños con necesidades especiales y diversidad funcional. Su primera recaudación de fondos se llevó a cabo mediante un partido benéfico de golf en el Farnham Golf Club gracias al cual reunieron 8450 libras esterlinas; el alcance de la Wooden Spoon Society ha crecido notablemente con los años tanto en alcance como en miembros. La cuchara que recibieron estos aficionados ingleses se encuentra en el Museo del Rugby de Twickenham.

### «Palmarés» por nación desde 1884
Las selecciones participantes en el Torneo de las Seis Naciones han recibido las siguientes cucharas de madera:[cita requerida]
| Equipo     | Años                                                                                     |
| ---------- | ---------------------------------------------------------------------------------------- |
| Escocia    | 1902, 1911, 1914, 1947, 1952, 1953, 1954, 1968, 1978, 1980, 1985, 1994, 2004, 2012, 2015 |
| Irlanda    | 1884, 1885, 1886, 1891, 1895, 1909, 1960, 1977, 1981, 1984, 1986, 1992, 1998             |
| Italia     | 2001, 2002, 2005, 2006, 2009, 2014, 2016, 2017, 2018, 2019, 2020, 2021, 2023             |
| Francia    | 1910, 1912, 1913, 1914, 1920, 1925, 1929, 1957                                           |
| Inglaterra | 1899, 1901, 1903, 1905, 1907, 1972, 1976                                                 |
| Gales      | 1889, 1892, 1990, 1995, 2003, 2024, 2025                                                 |

#### De 1882 a 1909
| Selección  | Años                               |
| ---------- | ---------------------------------- |
| Irlanda    | 1884, 1885, 1886, 1891, 1895, 1909 |
| Inglaterra | 1899, 1901, 1903, 1905, 1907       |
| Gales      | 1889, 1892                         |
| Escocia    | 1902                               |

#### De 1910 a 1999
| Selección  | Años                                                             |
| ---------- | ---------------------------------------------------------------- |
| Escocia    | 1911, 1914, 1947, 1952, 1953, 1954, 1968, 1978, 1980, 1985, 1994 |
| Francia    | 1910, 1912, 1913, 1914, 1920, 1925, 1929, 1957                   |
| Irlanda    | 1960, 1977, 1981, 1984, 1986, 1992, 1998                         |
| Inglaterra | 1972, 1976                                                       |
| Gales      | 1990, 1995                                                       |

#### Desde 2000
| Selección | Años                                                                    |
| --------- | ----------------------------------------------------------------------- |
| Italia    | 2001, 2002, 2005, 2006, 2009, 2014, 2016, 2017, 2018, 2019, 2020, 2021. |
| Escocia   | 2004, 2012, 2015                                                        |
| Gales     | 2003, 2024, 2025                                                        |

- Inglaterra,  Francia e  Irlanda no obtuvieron ninguna cuchara de madera en este periodo.